# The Harder They Come (filmzene)
A The Harder They Come című film zenéjét 1972-ben adták ki. A filmzenét Jimmy Cliff reggae-zenész állította össze aki néhány dalban maga is szerepel.
A lemez fontos szerepet játszott a reggae-zene USA-ban való népszerűvé válásában.

## Számok
1. You Can Get It If You Really Want (Jimmy Cliff) – 2:40
2. Draw Your Brakes (Scotty) – 2:57
3. Rivers of Babylon (The Melodians) – 4:16
4. Many Rivers to Cross (Jimmy Cliff) – 3:02
5. Sweet and Dandy (The Maytals) – 3:01
6. The Harder They Come (Jimmy Cliff) – 3:41
7. Johnny Too Bad (The Slickers) – 3:04
8. 007 (Shanty Town) (Desmond Dekker) – 2:43
9. Pressure Drop (The Maytals) – 3:44
10. Sitting in Limbo (Jimmy Cliff) – 4:57
11. You Can Get It If You Really Want (Jimmy Cliff) – 2:43
12. The Harder They Come (Jimmy Cliff) – 3:07

## Közreműködtek
- Jimmy Cliff - producer, előadó
- Desmond Dekker - előadó
- Toots & the Maytals - előadó
- The Melodians - előadó
- Byron Lee - előadó
- Scotty - előadó
- The Maytals - előadó
- John Bryant - borító
- Gully Bright - producer
- Winston Grennan -    dob
- Leslie Kong - producer
- Perry Henzell - producer
- Erick Labson - mastering
- Derrick Harriott -    producer